# 뉴트 깅그리치

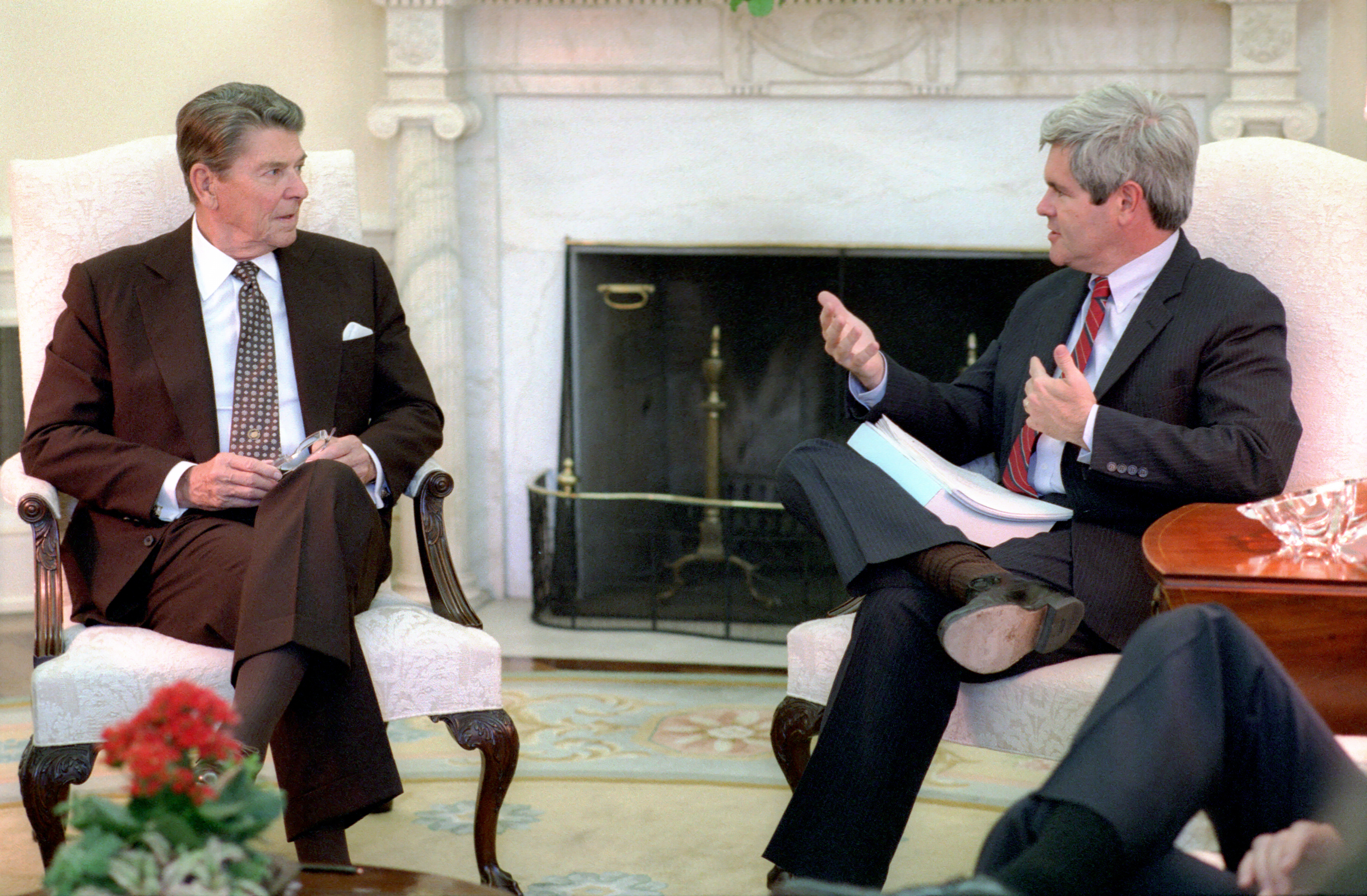
하원 의원 시절 로널드 레이건 대통령(왼쪽)과 환담을 나누고 있는 깅그리치(1985년 5월 20일)

뉴튼 르로이 "뉴트" 깅그리치(영어: Newton Leroy "Newt" Gingrich, 1943년 6월 17일 ~ )는 미국의 우파 정치인이다. 1995년부터 1999년까지 미국의 50대 하원 의장을 지냈으며, 1979년부터 1999년 사임까지 조지아주 제6선거구 하원의원을 지냈다.

## 인물
펜실베이니아주 해리스버그에서 태어났으며, 원래 성은 맥퍼슨(McPherson)이다. 모친의 재혼 후 계부의 집안에 입적되어 깅그리치라는 새 성을 얻었으며, 조지아주에서 성장하였다. 에모리 대학교와 툴레인 대학교에서 사학 석 · 박사학위를 받았으며, 1970년부터 웨스트조지아 대학교에서 교수로 일했다. 공화당 소속으로 1974년, 1976년 두 차례 연방 하원의원 선거에 낙선한 후 1978년 당선되어 1979년부터 하원의원으로 재직했다. 보수주의를 주도하며 이름이 알려졌고, 1988년 민주당 출신의 짐 라이트 하원의장이 수많은 독직사건에 연루되어 있다고 주장, 특별검사 임명을 강력하게 밀어붙여 전국적으로 큰 주목을 받았고, 결국 라이트 하원의장은 1989년 6월에 의장직을 사임하였다. 그에 앞서 깅그리치는 공화당 하원 원내총무로 선출되었다. 1993년 빌 클린턴 대통령이 취임한 후 클린턴 정부를 강하게 비판하기 시작했다.
1994년 중간 선거를 앞두고 ‘미국과의 계약’이라는 보수주의적 공약 입안을 주도하여 인기를 모아 공화당이 하원 선거에서 40년 만에 승리하는 데 크게 기여하였다. 그가 주도한 공약으로 공화당의 승리는 미국의 변혁을 이끈 깅그리치 혁명으로 큰 주목을 받았고, 그는 새 하원의장으로 선출되어 1995년 1월 40년만의 공화당 출신 하원의장이 되었다. 그러나 재임 기간 동안 클린턴 정부와의 불편한 관계와 그 자신의 윤리적인 문제로 계속 논란의 대상이 되었다. 이러한 끊임없는 대립으로 1996년 하원 선거에서는 어려움이 예상되었으나, 9석만 잃고 다수당 지위를 유지, 하원의장으로 계속 재임했다. 그 후 ‘르윈스키 스캔들’로 클린턴 대통령의 성추문 논란이 계속되자 그는 클린턴 대통령의 거취 문제를 법적으로 심판하자는 논리로 탄핵을 추진하고 이를 1998년 11월 중간 선거에 정략적으로 이용했다.
선거에서 공화당은 하원 의석 5석을 잃고 다수당 지위는 유지했으나 선거 패배에 대한 책임을 추궁당하고, 그의 개인적인 문제가 불거지면서 공화당 내에서도 비판의 목소리가 커지면서 영향력을 급속히 잃었고 곧바로 하원의장직 사임을 발표하였다. 그러나 클린턴 대통령에 대한 탄핵소추안은 12월 20일, 하원을 통과했다. 깅그리치는 1999년 1월 3일, 하원의장과 의원직을 동시에 내놓고 20년 간의 하원의원 생활을 마감하였다. 정계 은퇴 후 깅그리치는 강연과 저술 활동으로 보수적인 견해를 계속 주장하고 있다. 2008년 대통령 선거에서 버락 오바마 후보의 우세를 보며 공화당의 개혁을 촉구했으며, 2012년 대통령 선거에 출마했으나 당 경선에서 미트 롬니, 릭 샌토럼, 론 폴에 이어 4위에 그쳤다.

## 역대 선거 결과
| 선거명      | 직책명                      | 대수  | 정당   | 득표율 | 득표수    | 결과 | 당락                   |
| ----------- | --------------------------- | ----- | ------ | ------ | --------- | ---- | ---------------------- |
| 1974년 선거 | 하원의원 (조지아 제6선거구) | 94대  | 공화당 | 48.54% | 46,308표  | 2위  | 낙선                   |
| 1976년 선거 | 하원의원 (조지아 제6선거구) | 95대  | 공화당 | 48.29% | 72,400표  | 2위  | 낙선                   |
| 1978년 선거 | 하원의원 (조지아 제6선거구) | 96대  | 공화당 | 54.40% | 47,078표  | 1위  | 조지아주 하원의원 당선 |
| 1980년 선거 | 하원의원 (조지아 제6선거구) | 97대  | 공화당 | 59.05% | 96,071표  | 1위  | 조지아주 하원의원 당선 |
| 1982년 선거 | 하원의원 (조지아 제6선거구) | 98대  | 공화당 | 55.27% | 62,352표  | 1위  | 조지아주 하원의원 당선 |
| 1984년 선거 | 하원의원 (조지아 제6선거구) | 99대  | 공화당 | 69.14% | 116,655표 | 1위  | 조지아주 하원의원 당선 |
| 1986년 선거 | 하원의원 (조지아 제6선거구) | 100대 | 공화당 | 59.55% | 75,583표  | 1위  | 조지아주 하원의원 당선 |
| 1988년 선거 | 하원의원 (조지아 제6선거구) | 101대 | 공화당 | 58.92% | 110,169표 | 1위  | 조지아주 하원의원 당선 |
| 1990년 선거 | 하원의원 (조지아 제6선거구) | 102대 | 공화당 | 50.31% | 78,768표  | 1위  | 조지아주 하원의원 당선 |
| 1992년 선거 | 하원의원 (조지아 제6선거구) | 103대 | 공화당 | 57.74% | 158,761표 | 1위  | 조지아주 하원의원 당선 |
| 1994년 선거 | 하원의원 (조지아 제6선거구) | 104대 | 공화당 | 64.17% | 119,432표 | 1위  | 조지아주 하원의원 당선 |
| 1996년 선거 | 하원의원 (조지아 제6선거구) | 105대 | 공화당 | 57.80% | 174,155표 | 1위  | 조지아주 하원의원 당선 |
| 1998년 선거 | 하원의원 (조지아 제6선거구) | 106대 | 공화당 | 70.70% | 164,966표 | 1위  | 조지아주 하원의원 당선 |